# Ibrahima Sory Bangoura
Ibrahima Sory Bangoura (25 luglio 1987) è un calciatore guineano, difensore del Djoliba.

## Carriera

### Club
Gioca nel campionato del Mali dal 2008.

### Nazionale
Ha partecipato alla Coppa d'Africa del 2012.

## Palmarès

### Club

#### Competizioni nazionali
- Campionato maliano: 3

AC Djoliba: 2008, 2009, 2012
- Coppa del Mali: 2

AC Djoliba: 2008, 2009
- Supercoppa del Mali: 3

AC Djoliba: 2008, 2012, 2013